# 城戸富貴
城戸 富貴（きど ふき、1961年10月4日 - ）は、富山県富山市出身の日本の女子プロゴルファーである。所属は呉羽CC。

## 経歴
10歳からゴルフを始める。
富山県立富山東高等学校卒業後、富山CCの研修生をしながら日本女子プロゴルフ協会（LPGA）のプロテストを受験、1984年に4度目の挑戦で合格。翌1985年LPGA入会の47期生となる。
1992年に年間獲得賞金ランキング（賞金ランク）48位となり自身初のシード入り。
1993年3月のLPGAツアー開幕戦「ダイキンオーキッドレディスゴルフトーナメント」でプロ初優勝。同年は3戦目の「再春館レディース」も優勝し、賞金ランクで自己最高位となる8位になる。
1995年「カトキチクイーンズカップトーナメント」、1998年「ミズノレディースゴルフトーナメント」をともに優勝、1999年にはLPGAツアー公式戦「日本女子プロゴルフ選手権大会コニカ杯」を優勝、2001年「マンシングウェアレディース東海クラシック」を優勝し、LPGAツアー通算6勝をあげた。
2005年は賞金ランク35位で、この年まで14年連続賞金シード入りを果たす。
2006年と2007年はシード入り出来ず、2008年はステップ・アップ・ツアーに参戦、この年を最後にツアーから撤退した。
2010年からは断続的にレジェンズツアーに参戦している。
2013年から呉羽CC所属となる。